# Crisia sertularioides
Crisia sertularioides is een mosdiertjessoort uit de familie van de Crisiidae. De wetenschappelijke naam van de soort is, als Proboscina sertularioides, voor het eerst geldig gepubliceerd in 1826 door Jean Victor Audouin.